# Kroger St. Jude International 2001 - Qualificazioni doppio
Le qualificazioni del doppio  del Kroger St. Jude International 2001 sono state un torneo di tennis preliminare per accedere alla fase finale della manifestazione. I vincitori dell'ultimo turno sono entrati di diritto nel tabellone principale. In caso di ritiro di uno o più giocatori aventi diritto a questi sono subentrati i lucky loser, ossia i giocatori che hanno perso nell'ultimo turno ma che avevano una classifica più alta rispetto agli altri partecipanti che avevano comunque perso nel turno finale.
Le qualificazioni del doppio del torneo Kroger St. Jude International 2001 prevedevano 4 coppie partecipanti di cui una è entrata nel tabellone principale.

## Teste di serie
1. Stéphane Huet /  Jimy Szymanski (primo turno)

1. George Bastl /  Davide Sanguinetti (Qualificati)

## Tabellone

### Legenda
| - Q = Qualificato - WC = Wild card - LL = Lucky loser | - ALT = Alternate - SE = Special Exempt - PR = Protected Ranking | - w/o = Walkover - r = Ritirato - d = Squalificato |

|  | Primo turno | Primo turno                     | Primo turno                     | Primo turno | Primo turno |  |  | Ultimo turno | Ultimo turno                    | Ultimo turno | Ultimo turno | Ultimo turno |  |
|  |             |                                 |                                 |             |             |  |  |              |                                 |              |              |              |  |
|  |             | Julián Alonso Vince Spadea      | Julián Alonso Vince Spadea      | 6           | 6           |  |  |              |                                 |              |              |              |  |
|  | 1           | Stéphane Huet Jimy Szymanski    | Stéphane Huet Jimy Szymanski    | 4           | 1           |  |  |              | Julián Alonso Vince Spadea      | 2            | 6            | 64           |  |
|  | 2           | George Bastl Davide Sanguinetti | George Bastl Davide Sanguinetti | 7           | 6           |  |  | 2            | George Bastl Davide Sanguinetti | 6            | 0            | 7            |  |
|  |             | Edwin Kempes Giovanni Lapentti  | Edwin Kempes Giovanni Lapentti  | 64          | 4           |  |  |              |                                 |              |              |              |  |